# Fondation du Crédit agricole - Pays de France
La Fondation du Crédit agricole - Pays de France est une fondation reconnue d'utilité publique depuis 1983, qui s'est fixé pour mission de « participer à des activités destinées à protéger et à mettre en valeur le patrimoine rural (et urbain aujourd'hui), créer ou développer des activités d’animation et concourir à leur financement sous forme de subventions allouées aux responsables des projets ».

## Historique et principes d'action
La Fondation du Crédit agricole - Pays de France a été créée en 1979 par la Fédération nationale du Crédit agricole, représentant les Caisses régionales, et la Caisse nationale devenue Crédit agricole SA. Son conseil d'administration, présidé par Yves Barsalou, est composé pour moitié des dirigeants du Crédit agricole, et pour moitié de personnalités telles que, auparavant, Philippe Lamour, François Sarda, Jacques Rigaud, Michèle Puybasset, Max Querrien, Jacques Pélissier, Jean Fourastié, Jean-Philippe Lecat, Jacques Barrot, François Barré, Jean Boissonnat, ou encore Bernard Pivot, Jean Tulard, Jean Musitelli, Jean-Robert Pitte.
La Fondation soutient les projets (de collectivités locales, associations, etc.) visant à préserver un monument, un site naturel, un lieu de mémoire, un métier… dans une optique de contribution à la vitalité du tissu économique et social.
Elle est reconnue d'utilité publique en décembre 1983. Elle reçoit l'Oscar du mécénat culturel de l’Admical en 2000,.
Fin 2016, en 37 ans donc, la Fondation a soutenu 1300 projets pour un montant de 38,5 millions d’euros de subventions, dans toutes les régions de France.
Le Crédit agricole a été la première entreprise à créer une fondation consacrée au patrimoine en France. L'ambition affichée est de faire évoluer la notion de patrimoine en affirmant que :
- le patrimoine n'est pas une charge, mais une chance pour l’économie locale[2] ;
- le patrimoine porte aussi sur les arts plastiques, les métiers, objets, pas seulement sur les monuments[2].

Cette Fondation intervient exclusivement à partir d'initiatives locales visant à faire vivre le patrimoine et à apporter un supplément d’activité économique et culturelle aux habitants (via notamment le tourisme). Elle ne reçoit donc aucun projet en direct : toute demande de subvention doit être adressée à la Caisse locale ou à la Caisse régionale de Crédit agricole concernée, et est examinée par un jury local.

## Activités
L'activité de la Fondation recouvre six domaines d’action :
- La préservation, la restauration et la réutilisation du patrimoine bâti (le collège des Bernardins et la Cité internationale universitaire de Paris, la chartreuse de Neuville (Pas-de-Calais), la forteresse de Polignac près du Puy-en-Velay, l'abbaye aux Dames de Saintes, le logis royal du château d'Angers[5], l'abbaye Notre-Dame d'Ambronay, l'abbaye de Fontfroide à Narbonne, Notre-Dame-de-la-Garde à Marseille, l'Abbaye de Mondaye, la Maladrerie Saint-Lazare de Beauvais, le Château de Beaumesnil dans l'Eure…)
- La création, l’agrandissement et l’enrichissement d’écomusées et de musées (le musée de la Gendarmerie nationale à Melun, le Musée de plein air de Villeneuve-d'Ascq, le musée des Maisons comtoises, La Piscine, Musée d'Art et d'Industrie, Persée et la Gorgone de Camille Claudel à Nogent-sur-Seine, la maison où fut arrêté Jean Moulin à Caluire-et-Cuire, le Palais du Tau[6], musée du couronnement des rois de France à Reims, le Naturoptère au pays de Jean-Henri Fabre à Sérignan-du-Comtat, le musée des Arts de la table à l'Abbaye de Belleperche en Tarn-et-Garonne, le Musée de la Grande Guerre du Pays de Meaux…)
- La mise en valeur de jardins, sites ou de zones naturelles (le canal du Midi, le Jardin des plantes de Montpellier, le parc Édouard André à La Croix-en-Touraine, le jardin de la Serre de La Madone à Menton, le Domaine du Rayol dans le Var, la réserve naturelle de Chérine, la réserve de Mazères, la route géologique de la vallée d'Aspe, les chemins Sur les Pas de Saint Martin de Tours, une cabane tchanquée du bassin d'Arcachon…)
- La sauvegarde du patrimoine artistique et culturel (le Chêne de Flagey de Gustave Courbet pour le musée d'Ornans, le Vielleur de Georges de La Tour, le théâtre de Châtel-Guyon, le Trophée des Alpes, ou Trophée d'Auguste[7] à La Turbie, les décors et tableaux de la chapelle de l'hôtel-Dieu de Lyon, la Reine de Saba à la cathédrale de Reims, la statue de Diderot à Langres, la statue de Notre-Dame de France au Puy-en-Velay, trois grandes toiles de la Galerie des Batailles de Richelieu pour le Musée des beaux-arts de Tours, le Musée des beaux-arts d'Orléans et le château de Richelieu (Indre-et-Loire), la bibliothèque du grand séminaire de Saint-Flour, le vitrail de Guillaume et la signalétique de la cathédrale de Bourges, les Le Caravage à Loches et "caravesques" au musée des Augustins de Toulouse, l'Espace Gaston Chaissac à Sainte-Florence, le musée Robert Tatin à Cossé-Le-Vivien en Mayenne, l'auditorium Chopin dans le domaine de Nohant de George Sand[8], mais aussi les œuvres préhistoriques de la grotte de Lascaux et de la grotte Chauvet…)

## Note
1. ↑  Ministère de l'Intérieur - liste des FUP
2. 1 2 3 4 5 6  François Renard, « Chèque en blanc à la "Banque Verte" », Le Monde,‎ 17 juin 1985 (lire en ligne)
3. ↑  Historique des Oscars Admical
4. 1 2  Sarah Hugounenq, « La fondation Crédit Agricole, un mécénat de proximité », Le Quotidien de l'art, no 144,‎ 7 mai 2012 (lire en ligne)
5. ↑  d'Angers - Centre des monuments nationaux
6. ↑  du Tau à Reims - Centre des monuments nationaux
7. ↑  d'Auguste à La Turbie - Centre des monuments nationaux
8. ↑  de George Sand à Nohant - Centre des monuments nationaux